# Pseudozarba opella
Pseudozarba opella là một loài bướm đêm trong họ Noctuidae.